# Federico Carlos Sainz de Robles y Rodríguez
Federico Carlos Sainz de Robles y Rodríguez (Madrid, 1 de desembre de 1927 - íd., 5 de novembre de 2005), va ser un jurista, narrador i crític espanyol, fill de l'escriptor Federico Carlos Sainz de Robles.

## Biografia
Va estudiar al Col·legi del Pilar. Després de llicenciar-se i doctorar-se en dret per la Universitat de Madrid, va ingressar en la carrera judicial per oposició en 1952, sent destinat al Jutjat de Primera Instància d'Arenys de Mar. En 1956, va ingressar en el cos de secretaris de l'Administració de Justícia i en 1962 va ser nomenat magistrat de la Sala contenciosa administrativa de l'Audiència Territorial de Valladolid. En 1974 va sol·licitar l'excedència per treballar com a advocat a Valladolid i tres anys després es va reincorporar a la carrera judicial i va ser destinat a la Sala contenciosa administrativa de l'Audiència Provincial de Santa Cruz de Tenerife.
Va ascendir a la categoria de magistrat del Tribunal Suprem en 1979 i el 24 d'octubre de 1980 va ser designat pels vocals del primer Consell General del Poder Judicial per ocupar la presidència del mateix i del propi Tribunal Suprem, cessant de tots dos càrrecs el 29 d'octubre de 1985 en concloure el període del seu mandat.
A partir de 1986 va exercir com a magistrat a la Sala Tercera del Suprem i el 6 de maig d'aquest mateix any va decidir abandonar de nou la carrera judicial per presentar-se com a candidat per Madrid a les eleccions generals del 22 de juny pel Partit Reformista Democràtic, que liderava Miquel Roca i Junyent, però no va resultar triat. Des de llavors va exercir com a advocat i en 1989 va ser nomenat president de la comissió creada per l'Associació de la Premsa de Madrid per redactar un codi de conducta per a la professió periodística.
Casat amb Celia Santa Cecilia i amb cinc fills, està enterrat en la Cementiri de San Justo.